# San Diego Open 2023
Il San Diego Open 2023, chiamato anche Cymbiotika San Diego Open presented by ResMed per motivi di sponsorizzazione, è stato un torneo di tennis giocato sui campi in cemento all'aperto del Barnes Tennis Center di San Diego, negli Stati Uniti. È la 36ª edizione del torneo femminile che fa parte della categoria WTA 500 nell'ambito del WTA Tour 2023. Il torneo si gioca dall'11 al 16 settembre 2023. Quest'anno non si svolge il torneo maschile, in quanto si sono ritornati a giocare i tornei in Cina.

## Partecipanti al singolare

### Teste di serie
| Nazionalità | Giocatore              | Ranking* | Testa di serie |
| ----------- | ---------------------- | -------- | -------------- |
| Tunisia     | Ons Jabeur             | 5        | 1              |
| Francia     | Caroline Garcia        | 7        | 2              |
| Grecia      | Maria Sakkarī          | 8        | 3              |
| Rep. Ceca   | Barbora Krejčíková     | 12       | 4              |
| Svizzera    | Belinda Bencic         | 13       | 5              |
|             | Veronika Kudermetova   | 16       | 6              |
| Brasile     | Beatriz Haddad Maia    | 19       | 7              |
|             | Ekaterina Aleksandrova | 20       | 8              |

* Ranking al 28 agosto 2023.

### Altri partecipanti
I seguenti giocatori hanno ricevuto una wildcard per il tabellone principale:
- Leylah Fernandez
- Sofia Kenin
- Barbora Krejčíková
- Katie Volynets

I seguenti giocatori sono passati dalle qualificazioni:

- Louisa Chirico
- Magdalena Fręch
- Emma Navarro
- Clervie Ngounoue
- Camila Osorio
- Aljaksandra Sasnovič

### Ritiri
Prima del torneo
- Viktoryja Azaranka → sostituita da  Alycia Parks
- Coco Gauff → sostituita da  Sloane Stephens
- Madison Keys → sostituita da  Danielle Collins
- Donna Vekić → sostituita da  Jasmine Paolini

## Partecipanti al doppio

### Teste di serie
| Nazionalità   | Giocatore          | Nazionalità | Giocatore          | Ranking* | Testa di serie |
| ------------- | ------------------ | ----------- | ------------------ | -------- | -------------- |
| Rep. Ceca     | Barbora Krejčíková | Rep. Ceca   | Kateřina Siniaková | 3        | 1              |
| Giappone      | Shūko Aoyama       | Cina        | Yang Zhaoxuan      | 34       | 2              |
| Taipei cinese | Chan Hao-ching     | Messico     | Giuliana Olmos     | 39       | 3              |
| Ucraina       | Ljudmyla Kičenok   | Lettonia    | Jeļena Ostapenko   | 50       | 4              |

* Ranking al 28 agosto 2023.

### Altri partecipanti
Le seguente coppia ha ricevuto una wild card per il tabellone principale:
- Danielle Collins /  CoCo Vandeweghe

## Campioni

### Singolare
Barbora Krejčíková ha sconfitto in finale  Sofia Kenin con il punteggio di 6-4, 2-6, 6-4.
- É il settimo titolo in carriera per Krejčíková, il secondo della stagione.

### Doppio
Barbora Krejčíková /  Kateřina Siniaková hanno sconfitto in finale  Danielle Collins /  CoCo Vandeweghe con il punteggio di 6-1, 6-4.